# トニー・ザイラー

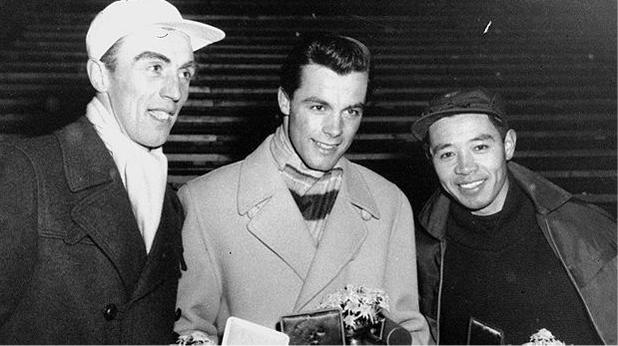
コルティナダンペッツォオリンピック男子回転表彰式。Stig Sollander、ザイラー、猪谷千春

アントン（トニー）・ザイラー（Anton("Toni") Sailer, 1935年11月17日 - 2009年8月24日）は、オーストリア・チロル州キッツビュール出身のスキー選手・俳優。姉のロージ・ザイラーもスポーツ選手であり1952年オスロオリンピックの回転に出場している（17位）。

## 来歴
2歳でスキーを始め、1947年からはキッツビュールスキークラブに所属。10代の頃から非凡な才能を発揮し、1952年冬、16歳で国際大会で初めて優勝した。フランスのモルジヌでは滑降とアルペン複合、ムジェーヴ（w:en:Megève）では大回転とアルペン複合で優勝した。しかし練習中に足を骨折して1952/53シーズンを棒に振った。
満を持して臨んだ1956年コルチナ・ダンペッツオオリンピックにてアルペンスキー回転・大回転・滑降の金メダルを獲得し初の三冠を達成した（なお、この大会が兼ねていた世界選手権も2大会連続三冠王である）。この大会では、開会式においてオーストリア選手団の旗手を務めた。なお、このときの回転で、のち国際オリンピック委員会（IOC）副会長となる猪谷千春（日本）が銀メダルを手にしており（日本人初の冬季オリンピックメダリスト）、日本でも猪谷の報道にあわせてザイラーの名が知られるようになる。
1957年のオーストリア選手権では回転、大回転、アルペン複合の三冠に輝き、翌1958年自国で開催されたアルペンスキー世界選手権で滑降、大回転、アルペン複合と3個の金メダルを獲得。
しかしその爽やかな美男子ぶりを買われて1957年に映画に出演したためにアマチュア資格を問われ1960年スコーバレーオリンピックには出られないこととなり1958年のシーズン後22歳で引退を表明。
それから本格的に俳優に転向し、並行して歌手活動も行った。日本の映画やCMにも出演したことがあり、1959年（昭和34年）には、11月25日から11月30日までの6日間にわたって東京で開催されたドイツ映画祭（俳優兼監督のベルンハルト・ヴィッキ、女優のリゼロッテ・プルファー、マルギット・ニュンケ達も出席。開会式の司会は俳優の三船敏郎が務めた。）と日本映画『銀嶺の王者』（翌1960年公開）出演の為、同11月14日、午後5時10分東京国際空港（羽田空港）着のノースウエスト航空機で訪日。それから約5ヶ月間滞在し、1960年4月11日午後7時30分羽田空港発の航空機で離日。ほか、1957年、1972年（札幌オリンピック）、1974年、1979年、1998年の長野オリンピックでも訪日。
一方で1972年から1976年までオーストリアナショナルチームの監督を務め、アルペン最強国家としてのオーストリアの地位を確固たる物としている。また、非常に人望が厚く、国際大会でコーチ会議が紛糾したときに最終意見が求められることも多かった。1985年にはIOCからオリンピック活動に対しオリンピック勲章（Olympic Order）が授与されている。 
また、各地のスキー場・スキーコース設計に携わり、トニー・ザイラーが設計したスキーコースは日本にもあり、シャトレーゼリゾート八ヶ岳（旧称・八ヶ岳ザイラーバレースキー場）や白山瀬女高原スキー場（石川県白山市）や安比高原スキー場（一部）がある。安比高原スキー場には、彼の名前にちなんで「ザイラーゲレンデ」というゲレンデがある。CM出演としては、1980年代末にJR西日本のスキー列車「シュプール号」の事例がある。
また、2006年（平成18年）3月にも、長野県白馬村の白馬八方尾根スキー場で開催された第60回八方尾根リーゼンスラローム大会のゲストで訪日した。
チロル州・キッツビュールでスキー学校を経営していたが、2009年に脳腫瘍のためインスブルックで死去。73歳没。

## 主な出演映画
（※日本公開作品のみ）
- 『ザイラーの世界選手権 大回転』 Das Gesicht des Rennläufers
1958年オーストリア、バドガスタインで開かれた、世界スキー選手権大会の短篇記録映画。1959年12月19日、「ザイラーを囲む夕」で、『初恋物語』とともに特別試写。[6][7]　その後、東京劇場で『ザイラーの初恋物語』と同時上映。
- 『ザイラーの初恋物語』 Ein Stück vom Himmel　(1958年)
- 『スキーの王者』Gold auf silbernen Pisten  (1958年)
 1958年、アルペンスキー選手権のカラー記録映画。日本公開は1960年2月27日、日比谷映画。
- 『黒い稲妻』 Der Schwarze Blitz (1958年)
- 『白銀は招くよ!』 12 Mädchen und 1 Mann (1959年)
主演であり、主題歌は（原題「Ich bin der glücklichste Mensch auf der Welt」。邦題は同じく「白銀は招くよ」）が日本で大ヒットし、日本語の歌詞も作られ、日本の歌手達にも歌われた。また、「みんなのうた」（NHK）でも紹介されたり、「第22回NHK紅白歌合戦」では当時1972年札幌オリンピックを翌年に控え、有名なウィンターソングとしてダークダックスの出場曲にもなった。近年では「そう言えば あの時このうた」（NHK BS-2）でも放送された。今でも日本ではそのメロディーが広く知られている。
- 『銀嶺の王者』(1960年)
※日本映画。ドイツ語での題名は「Der König der silbernen Berge」。
松竹作品。共演は日本人とドイツ人のハーフでバイリンガルの女優・鰐淵晴子、東京大学出身の俳優・南原宏治、と言語面（ドイツ語）は万全を期して制作された。また、ドイツの映画監督ヴィム・ヴェンダースの映画「東京画」「夢の涯てまでも」にも出演した笠智衆も出演している。
- 『白銀に躍る』 Kauf dir einen bunten Luftballon (1961年)
共演は女子フィギュアスケート選手のイナ・バウアー。ウィーン・アイス・レビュー団 (Wiener Eisrevue)総出演。ゲザ・フォン・ツィフラ監督の自作、Der weiße Traum (1943) のリメイク。主題歌「初恋の人」(Du sollst meine erste Liebe Sein)。
- 『空から星が降ってくる』 Ein Stern fällt vom Himmel (1961年)
共演は同じくイナ・バウアー。
- 『アイガー氷壁 決死の救援』 Sein bester Freund (1962年)
- 『アルプスの若大将』 (1966年)　-　※日本映画
東宝作品。「若大将シリーズ」の1作。共演は加山雄三（俳優デビュー前にスキーで国体出場経験あり）

## テレビ番組
（日本放映番組のみ）
- NHK特集（1979年）
- 黒い稲妻～トニー・ザイラーのスーパースキー（1993年、NHK教育）
- アルプスをあ・そ・ぶ　トニー・ザイラーと仲間たち（1994年、NHK BS-2）
NHK&ORF（オーストリア放送協会）共同制作。猪谷千春、ヨーデル歌手の石井健雄、フランツ・ベッケンバウアーらも出演。
- オリンピック　雪と氷の伝説　黒い稲妻～トニー・ザイラー（1997年、NHK BS-1）
- 五輪対談　メダリストは永遠に　猪谷千春とトニー・ザイラー（1998年、NHK）
- 世界・わが心の旅　猪谷千春編（1998年、NHK）

## レコード
- 黒い稲妻/リラの花パリに咲く頃, ポリドール・レコード, DP-1124
独ババリア・フィルム 大映配給 黒い稲妻より
トニー・ザイラー(唄), ベルト・ケムプフェルト楽団
- 白銀は招くよ/ペルシャの王様, ポリドール・レコード, DP-1147, 1960
独ウファ映画　東和映画配給「白銀は招くよ」主題曲
- 初恋物語/口笛の街, ポリドール・レコード, DP-1148
独ババリア・フィルム 松竹セレクト配給「初恋物語」より
トニー・ザイラー(唄), ベルト・ケムプフェルト楽団
- 初恋の人/がらくた市, ポリドール・レコード, DP-1249 , 1962
東和映画配給「白銀に踊る」主題歌
トニー・ザイラー 唄, ミヒャエル・ヤーリー楽団
- 白銀は招くよ/黒い稲妻, ポリドール・レコード, DPQ 6901
トニー・ザイラー(唄)
- ザイラーは唄う, ポリドール・レコード, LPP-1039
A) 1. 黒い稲妻 2. リラの花パリに咲く頃 映画「黒い稲妻」主題曲より 3. 初恋物語 4. 口笛の街 映画「初恋物語」主題曲より B) 1. 白銀は招くよ 2. ペルシャの王様 映画「白銀は招くよ」主題曲より 3. チロルのフラ・フープ 4. 銀嶺のかなた
トニー・ザイラー(唄), ベルト・ケムプフェルト楽団 A) B) 1.2, カルル・デ・グループ楽団 B) 3.4.
- 白銀は招くよ トニー・ザイラー・ベスト6, ポリドール・レコード, KP-2015
A) 1. 白銀は招くよ 2. 初恋物語 3.  口笛の街 B) 1. 黒い稲妻 2. 初恋の人 3. 銀嶺のかなたに
- 白銀は招くよ/黒い稲妻, ゴールデン・ヒット・シリーズ  Vol. 3, ポリドール・レコード, DP 3028
トニー・ザイラー(ヴォーカル)

## 日本語訳著書
- 『オリンピック金メダルへの道』横川文雄訳　朋文堂　1956年
- 『雪に憑かれた男 ザイラー自伝』横川文雄訳　朋文堂　1959年
- 『ザイラーのスキー』奥幸雄訳　講談社　1965年

## 関連書籍
- 「松竹大船撮影所覚え書　小津安二郎監督との日々」（山内静夫著、かまくら春秋社、2003年）